# Alfons Smets
Alfons Smets (Leuven, 25 juli 1908 - Bonheiden, 11 februari 1979) was een Belgisch advocaat en christendemocratisch politicus voor de CVP. 

## Levensloop
Smets werd geboren als zoon van een Leuvense apotheker. Hij was advocaat van beroep.
In 1947 volgde hij Remi Van der Vaeren op als burgemeester van Leuven, een functie die hij uitoefende tot 1952, waarna hij werd opgevolgd door François Tielemans. In 1959 werd Smets wederom aangesteld als burgervader, een mandaat dat hij ditmaal zou uitoefenen tot de fusie van 1977. In totaal was hij 22 jaar eerste burger, waarmee hij - op Louis Tobback na - de langstzittende burgemeester van Leuven was. Tijdens zijn burgemeesterschap vonden de 'Leuven Vlaams'-protesten plaats. Smets liet meermaals samenscholingsverboden uitvaardigen, wat hem bij de studenten de bijnaam 'de regent' opleverde.
In het Leuvense stadhuis bevindt zich een staatsieportret vervaardigd door Victor Van Beylen. Ook werd tijdens de restauratie van het stadhuis van 1972 tot 1982 zijn aangezicht gegeven aan dat van een ridder afgebeeld op de voorgevel van het gotische bouwwerk. Ook verkreeg hij de titel van ereburgemeester en werd het Alfons Smetsplein naar hem vernoemd. Zijn laatste rustplaats bevindt zich op de stadsbegraafplaats van Leuven.
Zijn zoon was, onder het pseudoniem Paul Hardt, actief als kunstschilder.